# Île del Caño
L'île del Caño est une petite île située à environ 20 km de la baie de Drake, au Costa Rica, dans l'océan Pacifique à l'ouest de la péninsule d'Osa. Elle appartient administrativement à la province de Puntarenas et du parc national Corcovado (catégorie II de l'UICN).

## Géographie
L'île a une superficie d'environ 300 hectares (3 km2). L'île a une longueur de 3,2 km et une largeur de 1,5 km. À part un poste de garde permanent, l’île est inhabitée. Il est entouré d'une falaise et culmine à 123 mètres d'altitude à l'intérieur. À l'extrémité ouest se trouve le phare.

## Zone protégée
Elle a été déclarée parc national et zone protégée depuis 1978, avec un poste de garde forestier permanent sur l’île. Celle-ci comprend environ 3 km2 de terre et 58 km2 de surface marine.
C'est une destination touristique populaire qui attire les visiteurs pour ses plages, ses récifs coralliens et sa vie marine. Les chercheurs utilisent actuellement des lits de coraux pour étudier les facteurs entourant la mort des coraux et le processus de recolonisation. La vie marine comprend les raies manta, les dauphins, les tortues de mer, les baleines et une variété de poissons. La diversité limitée de la faune terrestre (cochons et pacas), cependant, est remarquable, puisque l'île compte moins de 1% de la diversité des insectes de la péninsule et met en évidence l'absence de nombreux animaux indigènes du continent voisin. L'évidence de l'activité humaine précolombienne sur l'île est considérable, avec quelques artefacts intéressants tels que les Sphères mégalithiques du Costa Rica, manifestement réalisées par les premières civilisations qui ont habité ces territoires.
L’île était autrefois utilisée comme cimetière précolombien par des cultures ayant une nette influence sud-américaine.
|                         |
| Plage de l'île del Cano |

|                       |
| Sphères mégalithiques |

### Source
- (en) Cet article est partiellement ou en totalité issu de l’article de Wikipédia en anglais intitulé « Isla del Caño » (voir la liste des auteurs).